# Orosius (Ambrosiana)

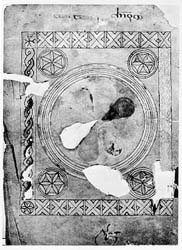
Teppichblatt

Die Historiae adversum Paganos (englisch Bobbio Orosius oder Ambrosiana Orosius) ist eine illuminierte Handschrift aus dem frühen 7. Jahrhundert. Sie ist eine Abschrift des gleichnamigen Werks des spätantiken Theologen Paulus Orosius. Die Handschrift befand sich 1461 in der Abtei Bobbio in Italien und wurde 1606 an die neugegründete Biblioteca Ambrosiana in Mailand übergeben (Signatur: D 23 sup.). Der Entstehungsort ist unbekannt.
Das Manuskript besteht aus 48 Pergamentfolien im Format 21,0 cm × 15,0 cm. Das Deckblatt ist eine verzierte ornamentale Abbildung und das älteste erhaltene Zeugnis insularer Buchmalerei überhaupt.
Der Text ist in Unzialschrift geschrieben, einige Initialen sind vergrößert und illuminiert.